# Brigham Young

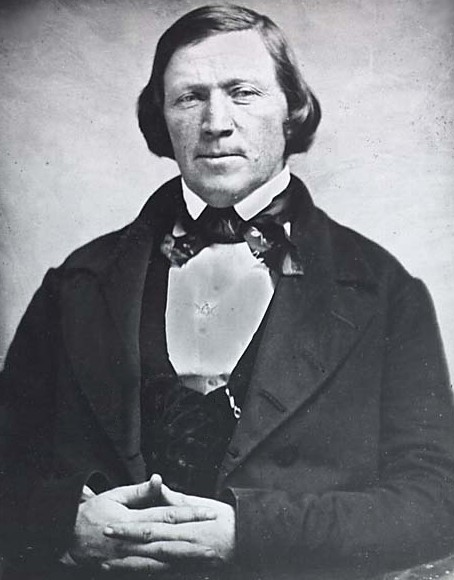
Brigham Young, foto uit het midden van de negentiende eeuw.

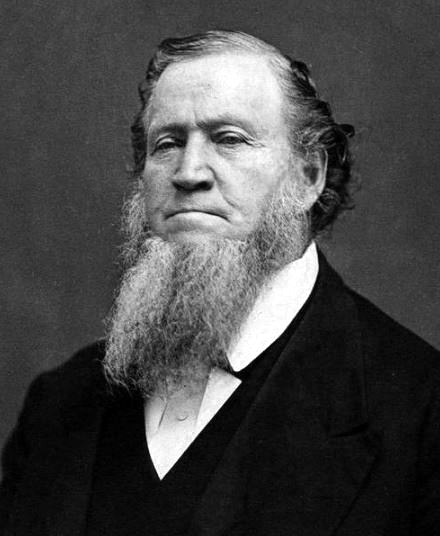
Geretoucheerde foto van voor 1877.

Brigham Young (Whitingham, Windham County, Vermont, 1 juni 1801 – Salt Lake City, Utah, 29 augustus 1877) was een Amerikaans theoloog en gouverneur van het Utah-territorium. Na de dood van Joseph Smith was hij de leider van de mormonen geworden. Onder zijn leiding trokken de mormonen westwaarts en vestigden zich in Utah.

## Jonge jaren en bekering
Brigham Young werd in een arm boerengezin in Vermont geboren als negende van elf kinderen. Op zijn derde verhuisde het gezin naar New York waar hij in 1824 voor het eerst trouwde.
Hoewel hij in 1823 methodist was geworden voelde Young zich aangetrokken tot de leer van de mormonen onder leiding van Joseph Smith en in 1832 werd hij gedoopt tot mormoon. Na een korte periode in Canada als zendeling voegde Young, inmiddels weduwnaar geworden, zich bij Smith in Ohio. Hierna zette Young zich in voor de mormoonse kerk en deed hij verder zendingswerk.
Nadat een mormoonse gemeenschap uit Missouri was verdreven hielp Young bij de stichting van de stad Nauvoo in Illinois. Smith was onder de indruk  van Youngs inzet voor de kerk. In 1841 benoemde de mormoonse leider hem tot President of the Quorum of Twelve Apostles, het leidinggevend orgaan van de kerk, en daarmee tot tweede man na Smith.

## Vestiging in Utah
Na de moord op Smith door een antimormoonse menigte in 1844 hield Young de mormoonse gemeenschap bij elkaar. Hij organiseerde een exodus naar het westen, eerst naar Nebraska en vervolgens over de Mormon Trail naar het huidige Utah dat toen bij Mexico hoorde. Daar stichtte de groep op 24 juli 1847 Salt Lake City  nabij het Great Salt Lake (Grote Zoutmeer).
Young werd leider van de mormonen als opvolger van Smith en leidde de nieuwe kolonie van mormonen kundig. Politiek, economisch en cultureel verstevigde hij de positie van de gemeenschap en Young bevorderde de emigratie van mormonen naar Utah door onder andere geld uit te trekken om nieuwe pioniers te helpen met de trek naar het westen. Young probeerde zo veel mogelijk de gemeenschap op eigen benen te laten staan om zodoende niet afhankelijk te zijn van import uit het oosten van de VS. Hij meed activiteiten als mijnbouw die buitenstaanders konden aantrekken.

## Succes en controverses

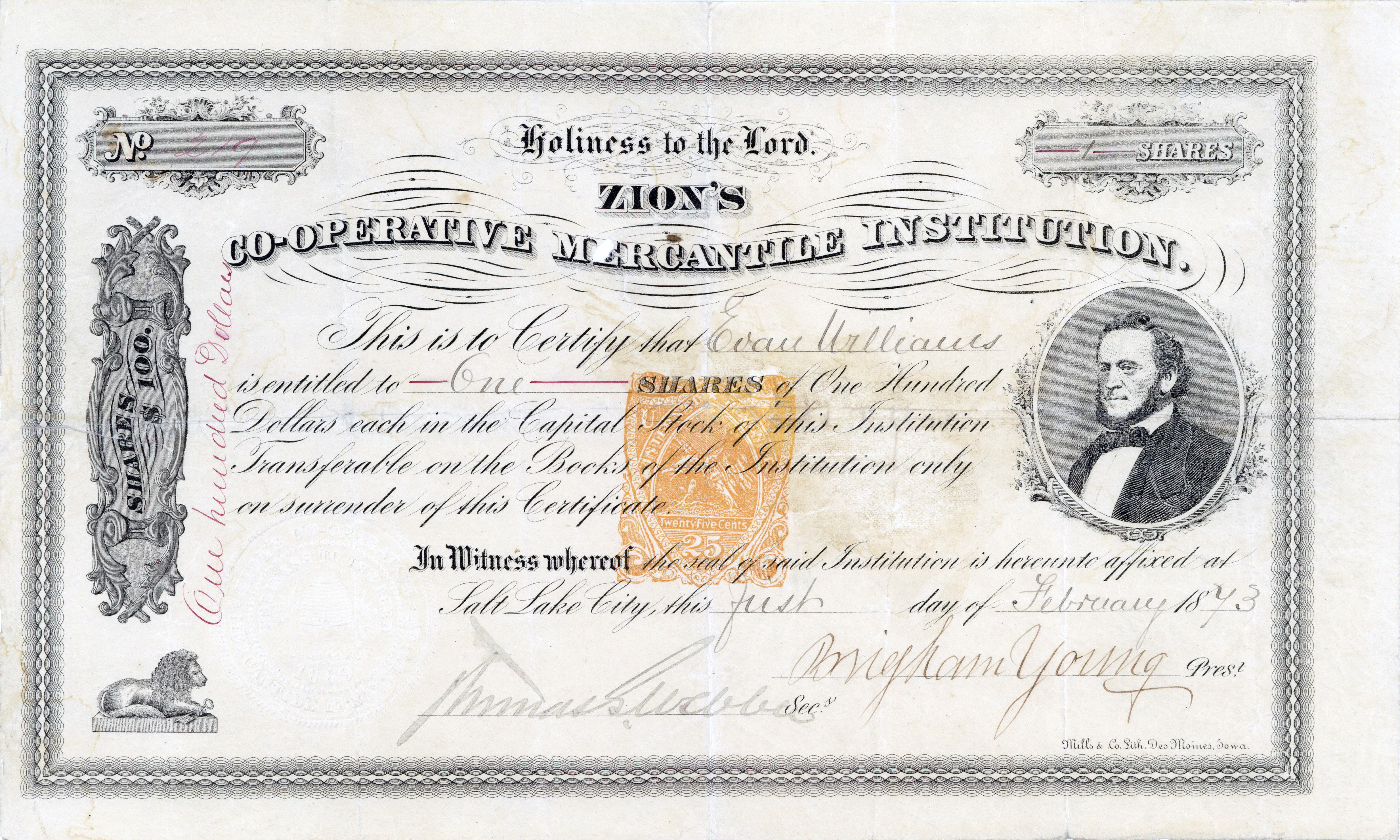
Aandeel van Zion's Co-Operative Mercantile Institution voor 100 dollar, uitgegeven op 1 februari 1873 in Salt Lake City, Utah Territory, oorspronkelijk ondertekend door Brigham Young als president

In 1851 werd Utah officieel een territorium - een voorstadium voor erkenning en opneming van een deelstaat van de VS - met Young als gouverneur. Maar zoals eerder in hun geschiedenis werd het succes van de mormonen met wantrouwen door anderen ontvangen, mede door ongewone gebruiken van de kerk zoals polygamie. In 1857 stuurde president James Buchanan een leger naar Utah om een "opstand" van de mormonen te onderdrukken. Tot gevechten kwam het echter niet. Maar een bloedbad (bekend als het Mountain Meadows Massacre, op 11 september 1857) waarbij Paiute-indianen en een groep mormonen 120 emigranten vermoordden, volgens de gevangengenomen leider van de groep op bevel van Young zelf, zou een vlek op Youngs reputatie blijven. In 1858 hadden de federale overheid en de mormoonse gemeenschap zich weer verzoend en kondigde de president een generaal pardon af voor overtredingen van de wet die wellicht waren gepleegd. Hierna kenden de mormonen  een periode van relatieve rust in hun territorium.
Het volgende decennium bloeide de gemeenschap onder Young op. De bevolking van Utah groeide en de economie floreerde. Maar rond 1869 kwam er na de voltooiing van de transcontinentale spoorweg een stroom van niet-mormonen naar Utah waardoor de spanningen weer opliepen.
In 1871 werd Young berecht voor polygamie - hij had inmiddels 20 vrouwen, verbintenissen met in totaal 55 vrouwen worden wel vermeld - en 6 jaar later voor het bloedbad van 1857. Beide malen werd Young vrijgesproken, mede door de weigering van de leider van het bloedbad om nu Young erbij te betrekken. In 1877 overleed Young in Salt Lake City, kort na de laatste rechtszaak.
De Brigham Young-universiteit te Provo is naar Young vernoemd. Er is een monument voor hem opgericht.

## Publicaties
- Young, Brigham (1952). The Best from Brigham Young: Statements from His Sermons on Religion, Education, and Community Building, selected by Alice K. Chase. Deseret Book Company.
- Diary of Brigham Young, 1857. Tanner Trust Fund, University of Utah Library (1980). Gearchiveerd op 29 november 2011.
- —— (1925). Discourses of Brigham Young, selected by John A. Widtsoe. Deseret Book. Gearchiveerd op 5 juli 2021.
- Letters of Brigham Young to His Sons. Deseret Book Company (1974).
- Manuscript History of Brigham Young, 1801-1844. Eldon J. Watson (1969).
- Manuscript History of Brigham Young, 1846-1847. Eldon J. Watson (1971).
- Teachings of President Brigham Young: Salvation for the Dead, the Spirit World, and Kindred Subjects. Seagull Press (1922).
- Teachings of Presidents of the Church: Brigham Young. The Church of Jesus Christ of Latter-day Saints (1997). LDS Church publication number 35554.